# Фонтенбло (округ)
Округ Фонтенбло (фр. Arrondissement de Fontainebleau) — округ у Франції, в департаменті Сена і Марна. 2023 року округ об'єднував 85 муніципалітетів, населення становило 156 259 осіб. Адміністративний центр (супрефектура) — Фонтенбло.

## Муніципалітети
Список муніципалітетів округу та їхні коди INSEE:
1. Авон (77014)
2. Ампонвіль (77003)
3. Арбонн-ла-Форе (77006)
4. Арвіль (77009)
5. Ашер-ла-Форе (77001)
6. Баньо-сюр-Луен (77016)
7. Барбізон (77022)
8. Бомон-дю-Гатіне (77027)
9. Бранль (77050)
10. Буа-ле-Руа (77037)
11. Буассі-о-Кай (77041)
12. Бугліньї (77045)
13. Буланкур (77046)
14. Буррон-Марлотт (77048)
15. Бюрсі (77056)
16. Бютьє (77060)
17. Верну-ла-Сель-сюр-Сен (77494)
18. Віль-Сен-Жак (77516)
19. Вільбеон (77500)
20. Вільє-су-Грез (77520)
21. Вільмарешаль (77504)
22. Вільмер (77506)
23. Вільсер (77501)
24. Во-сюр-Люнен (77489)
25. Вюлен-сюр-Сен (77533)
26. Гарантревіль (77200)
27. Гершвіль (77220)
28. Грез-сюр-Луен (77216)
29. Дарво (77156)
30. Дормель (77161)
31. Егревіль (77168)
32. Ерисі (77226)
33. Жиронвіль (77207)
34. Іші (77230)
35. Ла-Женевре (77202)
36. Ла-Маделен-сюр-Луен (77267)
37. Ла-Шапель-ла-Рен (77088)
38. Ларшан (77244)
39. Ле-Водуе (77485)
40. Лоррез-ле-Бокаж-Прео (77261)
41. Мезонсель-ан-Гатіне (77271)
42. Мондревіль (77297)
43. Монкур-Фромонвіль (77302)
44. Монтіньї-сюр-Луен (77312)
45. Море-Луен-е-Орванн (77316)
46. Нанто-сюр-Ессонн (77328)
47. Нанто-сюр-Люнен (77329)
48. Немур (77333)
49. Нонвіль (77340)
50. Нуазі-сюр-Еколь (77339)
51. Обсонвіль (77342)
52. Ормессон (77348)
53. Оффервіль (77011)
54. Пале (77353)
55. Перт (77359)
56. Поліньї (77370)
57. Реклоз (77386)
58. Ремовіль (77387)
59. Рюмон (77395)
60. Саморо (77442)
61. Самуа-сюр-Сен (77441)
62. Селі (77065)
63. Сен-Жермен-сюр-Еколь (77412)
64. Сен-Мамме (77419)
65. Сен-Мартен-ан-Б'єр (77425)
66. Сен-П'єрр-ле-Немур (77431)
67. Сен-Совер-сюр-Еколь (77435)
68. Супп-сюр-Луен (77458)
69. Томері (77463)
70. Трезі-Левле (77473)
71. Туссон (77471)
72. Фаї-ле-Немур (77178)
73. Флажі (77184)
74. Флері-ан-Б'єр (77185)
75. Фонтенбло (77186)
76. Фромон (77198)
77. Шаї-ан-Б'єр (77069)
78. Шампань-сюр-Сен (77079)
79. Шартретт (77096)
80. Шатенуа (77102)
81. Шато-Ландон (77099)
82. Шевренвільє (77112)
83. Шентро (77071)
84. Шену (77110)
85. Юрі (77477)